# Éric Gautier (homme politique)
Pour les articles homonymes, voir Éric Gautier et Gautier.
Éric Gautier, né le 27 septembre 1947 à Beaussais où il est mort le 30 octobre 2017,, est un homme politique français. Il est membre du Parti socialiste. Le 20 mars 2008, il est élu président du conseil général des Deux-Sèvres à la suite du basculement à gauche de l'assemblée départementale.

## Biographie
Titulaire d'une maîtrise de philosophie, Éric Gautier est retraité de l'enseignement. Il mène une carrière d'auteur-compositeur-interprète de chansons pour enfants, se produisant principalement dans les écoles.
À l'occasion des élections municipales de 1995, il fait son entrée en politique en devenant maire de Beaussais. Il est réélu ensuite lors des scrutins de 2001 et de 2008.
Lors des élections cantonales de 1998, il devient conseiller général du canton de Celles-sur-Belle. Il est réélu lors du scrutin de 2004. À la suite des élections cantonales de 2008, la gauche devient majoritaire dans l'assemblée départementale en contrôlant 17 des 33 cantons. Le 20 mars 2008, Éric Gautier devient le premier président de gauche du conseil général en obtenant 17 voix contre 14 pour son adversaire de droite, le président sortant, Jean-Marie Morisset (UMP).

## Mandats électoraux

### Conseiller général
- 22 mars 1998 - 28 mars 2004 : membre du conseil général des Deux-Sèvres (élu dans le canton de Celles-sur-Belle)
- 28 mars 2004 - 20 mars 2008 : membre du conseil général des Deux-Sèvres (réélu dans le canton de Celles-sur-Belle)
- 20 mars 2008 - 29 mars 2015 : président du conseil général des Deux-Sèvres

### Maire
- mars 1995 - mars 2008 : maire de Beaussais (Deux-Sèvres)